# Badain Jaranwoestijn
De Badain Jaranwoestijn (vereenvoudigd Chinees: 巴丹吉林沙漠; pinyin: Bādānjílín Shāmò) is een woestijn in China die zich uitstrekt over de provincie Gansu en de autonome regio's Ningxia en Binnen-Mongolië en een oppervlakte heeft van 49.000 vierkante kilometer. De Badain Jaranwoestijn ligt ten westen van de Gobi.
Deze woestijn is de thuisbasis van enkele van de hoogste stationaire duinen op aarde, waarvan sommige een hoogte bereiken van meer dan 500 meter, hoewel de meesten een hoogte hebben van 200 meter gemiddeld. De hoogste duin wordt ook gemeten, van basis tot top, als 's werelds op twee na hoogste duin en hoogste stationaire duin ter wereld. Deze duinen worden in deze winderige regio in stand gehouden door ondergrondse bronnen, gevoed door smeltwater dat honderden kilometers door rotsachtige breuken stroomt.
Tussen deze duinen liggen meer dan honderdveertig meren, waarvan sommige zoet water zijn en andere extreem zout. De meren, veelal in het zuidelijk deel gelegen, geven de woestijn zijn Mongoolse naam Badain Jaran, wat “mysterieuze meren” betekent. Niet alle meren zijn volledig bestudeerd en meren met een hoge pH herbergen mogelijk uiterst interessante dierengemeenschappen.

## Werelderfgoed
Het natuurerfgoed van de woestijn werd in 2024 tijdens de 46e sessie van de UNESCO Commissie voor het Werelderfgoed bijgeschreven op de werelderfgoedlijst als de "Badain Jaranwoestijn - Torens van zand en meren". De motivatietekst vermeldt: "Gelegen op het Alashan-plateau in het hyperdroge en gematigde woestijngebied van het noordwesten van China, is de Badain Jaranwoestijn een ontmoetingspunt voor drie zanderige regio's van China en is het de op twee na grootste woestijn van het land en de op één na grootste drijvende woestijn. Het natuurerfgoed valt op door zijn hoge dichtheid aan megaduinen, doorsneden met interduinmeren. Het vertoont spectaculaire voortdurende geologische en geomorfologische kenmerken van woestijnlandschappen en landvormen die misschien wel ongeëvenaard zijn. Opmerkelijke kenmerken zijn onder meer 's werelds hoogste, gestabiliseerde zand-megaduin (relatief reliëf van 460 m); de hoogste concentratie van inter-duinmeren; en de grootste uitgestrektheid van zingend zand (dat de resonantie beschrijft die bijvoorbeeld wordt veroorzaakt door wind die droog en los zand verplaatst) en door de wind geërodeerde landvormen. Het gevarieerde landschap resulteert ook in een hoge mate van habitatdiversiteit, en dus van biodiversiteit."
Chinese Muur · Heilige berg Taishan · Verboden Stad · Paleis van Mukden · Mogaogrotten · Mausoleum van de eerste Qin-keizer · Vindplaats van de Pekingmens in Zhoukoudian · Berglandschap van Huang Shan · Jiuzhaigou-vallei · Huanglong · Wulingyuan · Bergresidentie en afgelegen tempels van Chengde · Tempel en begraafplaats van Confucius en het huis van de familie Kong in Qufu · Oud gebouwencomplex in de Wudangbergen · Historisch ensemble van het Potala-paleis in Lhasa · Jokhangtempel · Norbulingkatempel · Nationaal park Lushan · Landschap rond de berg Emei, inbegrepen het gebied van de Grote Boeddha van Leshan · Oude stad Lijiang · Oude stad Pingyao · Suzhou · Zomerpaleis, een keizerlijke tuin in Peking · Tempel van de hemel, een keizerlijk offeraltaar in Peking · Rotssculpturen van Dazu · Wuyigebergte · Oude dorpen in zuidelijk Anhui - Xidi en Hongcun · Keizerlijke paleizen van de Ming- en Qing-dynastieën in Peking en Shenyang · Grotten van Longmen · Qingcheng en Dujiangyan-irrigatiesysteem · Grotten van Yungang · Beschermd gebied van drie parallelle rivieren in Yunnan · Hoofdsteden en graven van het oude koninkrijk Koguryo · Historisch centrum van Macau · Reservaten van de reuzenpanda in Sichuan · Yinxu · Diaolou en dorpen in Kaiping · Zuid-Chinese karstlandschap · Tulou in Fujian · Nationaal park Sanqingshan · Wutai Shan · Cultuurlandschap van het Westelijke Meer van Hangzhou · Tian Shan in Xinjiang · Cultuurlandschap van rijstterrassen van de Hani in Honghe · Het Grote Kanaal · Zijderoute: het wegennetwerk van de Chang'an-Tiensjancorridor · Sites van de Tusi · Cultuurlandschap met rotstekeningen van Zuojiang Huashan · Hubei Shennongjia · Qinghai Hoh Xil · Gulangyu: een historische internationale nederzetting · Fanjingshan · Archeologische ruïnes van de stad Liangzhu · Trekvogelreservaten langs de kust van de Gele Zee en de Golf van Bohai · Quanzhou